# Muzeul de Artă din Drobeta-Turnu Severin
Muzeul de Artă din Drobeta-Turnu Severin, amplasat în strada Rahovei, numărul 3, este o secție în cadrul Muzeului Regiunii Porților de Fier. Clădirea care adăpostește sediul Muzeului de Artă este un veritabil monument de arhitectură (decoruri în stucaturi baroce și Artă 1900, picturi murale, mozaicuri de oglinzi și vitralii). În momentul de față muzeul este închis publicului vizitator fiind într-un proces de restaurare și reabilitare.
Clădirea muzeului este declarată monument istoric, având codul MH-II-m-A-10200. 